# 62 Arietis
Désignations
62 Arietis (en abrégé 62 Ari) est une étoile géante de la constellation du Bélier. 62 Arietis est sa désignation de Flamsteed. Elle est visible à l'œil nu comme une étoile jaune pâle avec une magnitude apparente de 5,52. Sur la base d'un décalage annuel de la parallaxe de 4,74 mas, elle se situe à environ 690 années-lumière (210 parsecs) de la Terre.
62 Arietis est une étoile géante jaune vieillissante de type spectral G5 III. Elle est très probablement (à 96 % de chance) sur la branche horizontale. Ayant épuisé sa réserve d'hydrogène dans son noyau, elle s'est étendue jusqu'à atteindre 35 fois le rayon du Soleil. Elle est âgée d'environ 219 millions d'années et pèse 3,7 fois la masse du Soleil. Elle rayonne 533 fois la luminosité du Soleil et sa température effective est de 4 665 K.